# Ларьковка (Свердловская область)
Ларько́вка — посёлок в Свердловской области России, административно подчинённый городу Серову. Входит в Серовский муниципальный округ.
Ранее посёлок входил в состав Андриановского сельсовета Серовского района.

## Географическое положение
Ларьковка расположена в 37 километрах (по автодороге в 46 километрах) к северу от города Серова, на левом берегу реки Большой Волчанки (правого притока реки Сосьвы), напротив устья реки Оньты. В посёлке расположена станция Андриановичи Свердловской железной дороги на ветке Серов — Ивдель II — Полуночное.
На востоке к Ларьковке примыкает село Андриановичи, раскинувшееся по правому берегу реки Сосьвы.

## Население
| 2002 | 2010  |
| ---- | ----- |
| 1399 | ↘1395 |